# Quiet Is the Star
Quiet Is the Star ist ein Jazzalbum von Georgia Mancio und Alan Broadbent. Die Ende 2019 entstandenen Aufnahmen erschienen im März 2021 auf dem Label Roomspin Records. Parallel zum Album erschien ihr Buch The Songs of Alan Broadbent and Georgia Mancio.

## Hintergrund
Bereits 2017 hatten der Pianist und Komponisten Alan Broadbent und die Sängerin und Liedtexterin Georgia Mancio zusammengearbeitet und ein gemeinsames Album aufgenommen, Songbook, mit Texten Georgia Mancios.
Die Zusammenarbeit der beiden begann, als Georgia Mancio, die Alan Broadbents Arbeit mit der Sängerin Irene Kral in den 1970er Jahren als Fan bewundert hatte, ihm 2012 eine E-Mail schickte – mit der Frage, ob er bei Gelegenheit einen Auftritt mit ihr im Vereinigten Königreich in Betracht ziehen könnte. Bereits 2013 traten sie beim London Jazz Festival zusammen auf und im folgenden Jahr – als Broadbent vorschlug, sein Lied „Heart's Desire“ mit dem Text von Dave Frishberg zu spielen – begannen sie, andere Instrumentalstücke von ihm in Betracht zu ziehen, um sie kreativ mit Songtexten zu versehen.

## Titelliste
- Georgia Mancio & Alan Broadbent Quiet Is the Star (Roomspin Records)

1. I Can See You Passing By
2. When You’re Gone From Me
3. Let Me Whisper to Your Heart
4. Tell The River
5. All My Life
6. If I Think of You
7. Night After Night
8. If My Heart Should Love Again
9. Quiet Is The Star

Alle Kompositionen stammen von Georgia Mancio (Text) und Alan Broadbent (Musik).

## Rezeption
Peter Quinn zählte das Album in Jazzwise zu den besten Neuveröffentlichungen des Monats und schrieb, zu den Höhepunkten des Albums gehöre „When You're Gone from Me“, ein Song mit Musik, die ursprünglich von Broadbent im Alter von 16 Jahren geschrieben wurde und hier – über ein halbes Jahrhundert später – ein neues Leben erhalte, mit der Unterstützung von Mancios ergreifendem Songtext.
Nach Ansicht von Derek Ansell, der das Album im Jazz Journal rezensierte, würden diese ergreifenden Lieder der Liebe, des Verlusts und der Erholung werden mit großer Wärme und Zartheit dargeboten. Obwohl sie oft Traurigkeit, Einsamkeit und Verlust widerspiegelten, seien sie niemals niedergeschlagen, sondern zeigten Gefühle zarter Erinnerungen, und die Freude an der Liebe, die niemals stirbt.  Die Stimme von Georgia Mancio spiegle all diese Stimmungen im Laufe der Songs wider und ändere ihre Betonung, wenn die Erinnerung oder der Gedanke in ihren Texten zum Ausdruck komme. Alan Broadbent greife ihre Stimmung bei jeder Song auf und spiele mit leichter, melodischer Anmut, wobei er immer die Gedanken unterstütze und sie in seinem Spiel unterstreiche. Das gegenseitige Verständnis zwischen diesen beiden erwecke diese Auswahl zum Leben und führe dazu, dass die Darbietungen voller Schärfe sind. Es sei eine Partnerschaft in der Musik, die Bestand haben werde.

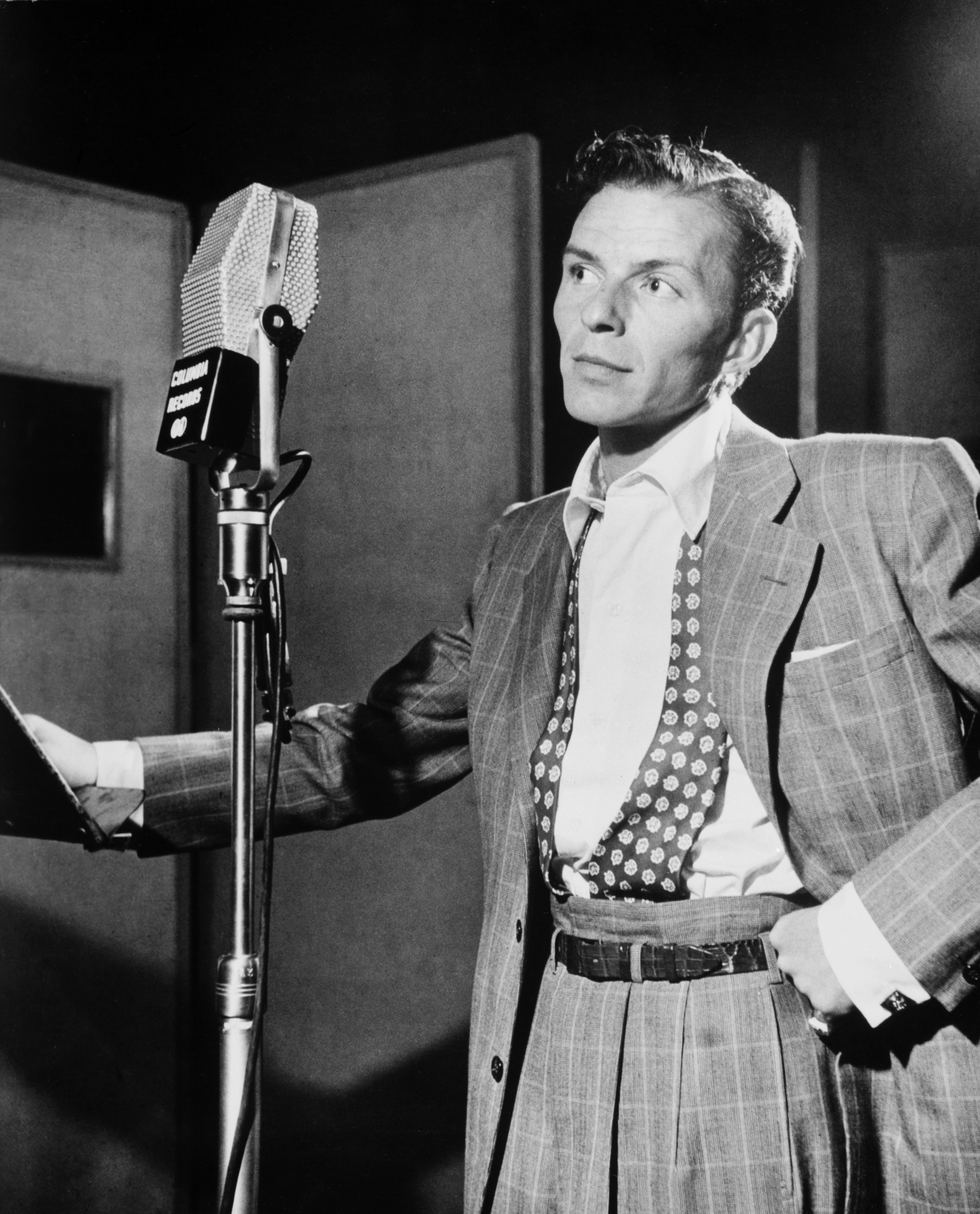
Frank Sinatra (1947). Fotografie von William P. Gottlieb.

Denny Ilett (London Jazz News) meinte, die in dem Album enthaltene Musik sei zeitgemäß, besonders lyrisch, und verleihe den Giganten von gestern einen melodischen und harmonischen Deckel, wie er in dieser Welt des Pop-beeinflussten Jazz und der Ersatz-Standards selten zu hören ist. Viele dieser ikonischen Werke aus dem Great American Songbook wurden ursprünglich für Shows geschrieben und sollten nacheinander und im Kontext gehört werden, so der Autor. „Die Bedeutung von ihnen änderte sich oft und ging manchmal verloren, wenn sie extrahiert und als eigenständige Stücke aufgeführt wurden. Ein Teil von Frank Sinatras Genie hatte darin bestanden, sie in absichtliche und fließende Liederzyklen zusammenzufassen und, obwohl sie von unterschiedlichen Komponisten stammten, einen Weg zu finden, zusammenzusitzen und ein Gesamtkonzept und eine Geschichte zu erstellen.“ Die gleiche Anmutung des Zusammenhalts gelte für diese Folge von „Tongedichten“ von Mancio und Broadbent. Der große Unterschied bestehe jedoch darin, dass alle Songs aus derselben Hand stammten. Wie sie für einen großartigen Lyrik-Interpreten hätten geschrieben werden könnten, wie es Sammy Cahn und Jimmy Van Heusen für Sinatra getan hatten, sei verlockend, aber letztendlich irrelevant. Mancio und Broadbent hätten ein Werk produziert, das als „optimistische Melancholie“ bezeichnet werden könne. Alle neun Tracks seien voller Herz und Seele. Keiner steche mehr hervor als die gesamte Sequenz. Vielleicht sei das alles so, wie es sein sollte.
In Jazz thing hieß es, sowohl mit ihrem Album als auch mit ihrem Buch zeigten Aan Broadbent und Georgia Mancio ihre beeindruckenden Songwriter-Partnerschaften. „Quiet Is the Star“ stelle „die Reinheit ihres Duos in den Vordergrund: eine Stimme, ein Klavier, ein Dialog.“ Mancios tief nuancierte Gesangsdarbietungen würden von Broadbents rhapsodischem Klavierspiel quasi umarmt. Sowohl Album als auch Buch zeigten die anhaltende Stärke und Magie dieses transatlantischen Teams, Broadbents ausgefeilte Melodien fänden ihre perfekte Entsprechung in Mancios hervorragend ausgearbeiteten Texten, die sowohl schön als auch bissig seien.